# Escola Portuguesa Ruy Cinatti
Die Escola Portuguesa Ruy Cinatti – Centro de Ensino e Língua Portuguesa (EPRC, deutsch Portugiesische Schule Ruy Cinatti – Zentrum für Bildung und Portugiesische Sprache) ist die portugiesische Schule in Dili, der Hauptstadt Osttimors. Es liegt im Stadtteil Balide (Suco Santa Cruz, Verwaltungsamt Vera Cruz), umrahmt von der Rua 12 de Novembro, der Rua Santa Cruz und der Rua Dom José Ribeiro.

## Übersicht
Die Schule wurde 2002 als Escola Portuguesa de Díli gegründet. 2009 erhielt sie den Namen Escola Portuguesa de Díli – Centro de Ensino e Língua Portuguesa und 2011 ihren jetzigen Namen. Namensgeber ist der portugiesische Dichter Ruy Cinatti, der sich in seinem Werk oft mit Osttimor beschäftigte und in der Kolonialzeit zeitweise auch hier lebte.
Die Schule hat (Stand 2015) 871 Schüler in 35 Klassen, beginnend mit der Vorschule bis zur Sekundarstufe II. 87,1 % der Schüler sind osttimoresischer Nationalität, 9,5 % sind Portugiesen und 3,4 % anderer Nationalität. 800 Familien stehen auf der Warteliste für die Schule.
Das Schulsystem und der Lehrplan orientieren sich nach portugiesischem Vorbild. Die einheitlichen Prüfungen müssen daher, wegen der Zeitverschiebung,  teilweise in der Nacht absolviert werden. Es wird nur Portugiesisch gesprochen. Die monatliche Schulgebühr beträgt 15 US-Dollar.
Im März 2020 mussten Lehrer und hunderte Schüler vor einer plötzlichen Überschwemmung in den ersten Stock fliehen. Das Wasser richtete große Zerstörungen in den unteren Räumen an. Darunter Kantine, Küche, Labor, Bücherei und mehrere Klassenzimmer. Der Schulbetrieb musste bis zum Ende des Semesters geschlossen werden. Die Schüler sollten über das Internet unterrichtet werden.